# ジュリア・グリーリー
ジュリア・グリーリー（1833年から1848年頃 - 1918年6月7日、英: Julia Greeley）はアフリカ系アメリカ人の慈善家、およびローマ・カトリック教会改宗者である。のちにアメリカ合衆国政府によって奴隷女性が自由の身となり、貧困に苦しむ無数の家族に対する救済したことによりデンバーの「慈愛の天使」として知られるようになる。2016年、サムエル・ヨゼフ・アクイラ大司教により列聖に向けての根拠が公開された。

## 経歴

### 奴隷
ミズーリ州 ハンニバルの奴隷身分の家族に生まれた。5歳の時、奴隷支配者が母親を鞭打ちした際に右眼を負傷した。この時にできた傷は生涯に渡ってグリーリーの顔に残ることとなり、「片目のジュリア」と呼ばれるようになる。
奴隷解放宣言によるものではないが、ミズーリ州が境界州であったことや事後に独自の奴隷解放法を制定する必要があったため、南北戦争中の1865年に解放された。
デンバーに移転したグリーリーは1879年にセントルイスのジュリア・プラッテ・ディッカーソン専属の料理人と乳母となる。この人物はアメリカ合衆国大統領エイブラハム・リンカーンにより初代コロラド準州知事に任命されたウィリアム・ギルピンとのちに結婚することになる未亡人であった。

### 改宗
1880年7月26日、デンバーにある聖心教会においてローマ・カトリック教会の洗礼を受け、特にイエス・キリストの聖心、聖母マリア、および聖体に身を捧げるようになり、日々の聖体拝領を受け入れるようになる。辛い関節炎から来る痛みに悩まされながらも、カトリック教徒と非カトリック教徒に分け隔てなく聖心連盟に関する資料を配るために市内の通りを辛抱強く歩き回った。
1901年、在俗フランシスコ会に参加し、修道会会員としての半生を送ることになった。

### 博愛行為
グリーリーは他の者たちを救い、教会の職務を貫徹させることに人生を費やした。ギルピン一家が亡くなった際、多くの富裕層の白人家庭のために働くようになる。この仕事でお金を稼いだ彼女はお金を必要とする人達に稼いだお金をすべて配ることを決めたのである。貧窮に苦しむ家族に食料、石炭、衣料、および雑貨類を届けるために赤色の台車を引いてデンバーの街中を廻った。貧しい黒人女性から慈善行為を受けることを恥じる白人家庭に恥ずかしい思いをさせないようにとの配慮から日没後に巡回していたのである。
彼女の最もたる親切行為のひとつとして挙げられるのは亡くなったアフリカ系アメリカ人男性のために彼女自身の埋葬地を提供した時である。この亡くなった男性は貧困者の墓に埋葬されるはずだったのだが、グリーリーはその行為を拒んだ。埋葬後、多くの人達がその親切心から正式に彼女のことを「慈愛の黒人天使」と呼ぶようになった。

### 死
1918年6月7日に没したグリーリーはデンバーにあるロヨラの聖イグナチオ教会に安置された。これはデンバーのカトリック教徒としては初めてのことであり、それ以降は行われていない。その後、彼女はコロラド州ホィートリッジにあるマウント・オリヴェット共同墓地に埋葬された。

## 栄誉

### 聖人候補
2014年1月、ローマ・カトリック教会デンバー大司教区は彼女の列聖に向けての調査を開始した。
彼女は米国司教団が同年秋の集会で聖人候補として列聖するための調査を許可した4人のうちの1人である。近年、高い評価を受けた他の4人のアフリカ系アメリカ人ともに2番目に新しい聖人候補となる。2017年、彼女の遺骸は無原罪聖母大聖堂に移され、1912年に無原罪聖母大聖堂が創設されて以降初めての埋葬者となった。
2021年5月現在、彼女の列聖調査は列聖省により受理された上で正当であると確認され、彼女の生涯を要約したポジティオの執筆が行われている。ワルデリー・ヒルゲマンが彼女の列聖を要求した人物である。